# Miecroob Veltem
Miecroob Veltem est un club belge de football féminin, fondé en 1981, situé à Veltem dans la province du Brabant flamand. 

## Histoire
Le club a joué 5 saisons en D1 de 1999 à 2004 avant de descendre de deux divisions en deux saisons. En 2006, Miecroob Veltem cesse ses activités. L'année suivante, le club repart en 1re provinciale et remonte directement au niveau national. Fin de saison 2009-2010, Miecroob Veltem termine 2e de D2 et à la suite du forfait du KFC Lentezon Beerse en barrages, monte en D1. Fin de la saison 2010-2011, Miecroob Veltem termine 13e en D1, perd le barrage contre le 2e de D2 K.Achterbroek VV et est donc relégué dans l'antichambre de l'élite. Le club décide de repartir deux étages plus bas, en 1re provinciale du Brabant

## Palmarès
- Champion D2 (1) : 1999
- Champion D3 (1) : 2009

### Bilan
- 2 titres